# Pizzicato

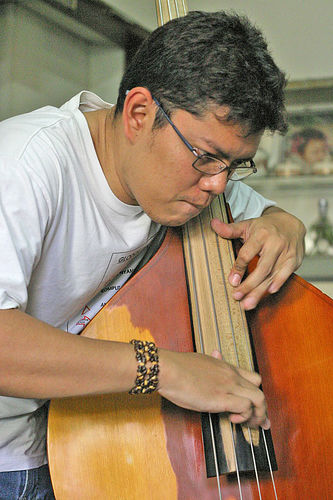
Músic realitzant un pizzicato amb un contrabaix.

El pizzicato és una tècnica d'execució amb els instruments musicals de corda fregada, consisteix a fer sonar, pinçant-les amb els dits, les cordes d'uns instruments que habitualment es toquen fregant-les amb un arc. Tal és el cas del violí, la viola, el violoncel i el contrabaix. És en aquest darrer que aquesta tècnica es fa servir més sovint, especialment en alguns estils de música. Així, el "pizzicato" és freqüent en el jazz, i també ho és a les sardanes.
El mot prové del verb italià pizzicare que significa pinçar o pessigar. Habitualment el pizzicato es fa amb el dit polze o bé amb l'índex, tot i que hi ha altres tècniques, tant en funció del nombre de cordes que cal fer sonar alhora com del tipus de so que es vol extreure. En aquest sentit val dir que alguns compositors han ideat tipus específics de pizzicato per obtenir determinats timbres, com seria el cas de Béla Bartók que ideà l'anomenat "Pizzicato Bartók", un efecte tímbric guitarrístic que consisteix a estirar una corda perpendicularment al pla del diapasó de la guitarra, agafant-la amb dos dits de la mà dreta, normalment el polze i l'índex, deixant-la xocar contra els trasts. Aquest efecte pot realitzar notes afinades.
Una altra tècnica específica de pizzicato és el que es fa amb la mà esquerra, tal com es dona en el capritx número 24, Op. 1, de Paganini.
Si el passatge en pizzicato és breu, l'intèrpret continua subjectant l'arc amb la mà dreta. Si és considerablement llarg, deixa l'arc, sempre que entre el final del pizzicato i el retorn a l'arc sigui prou espaiat per a permetre-li de tornar-lo a agafar. El pizzicato s'indica sobre la partitura amb pizz.
Tot i que no és l'habitual, al llarg de la història de la música hi ha algunes composicions totalment escrites en pizzicato. Un exemple seria el 2n moviment de la Simple Symphony de Benjamin Britten o la Pizzicato Polka de Johann Strauss.